# هيليكاز

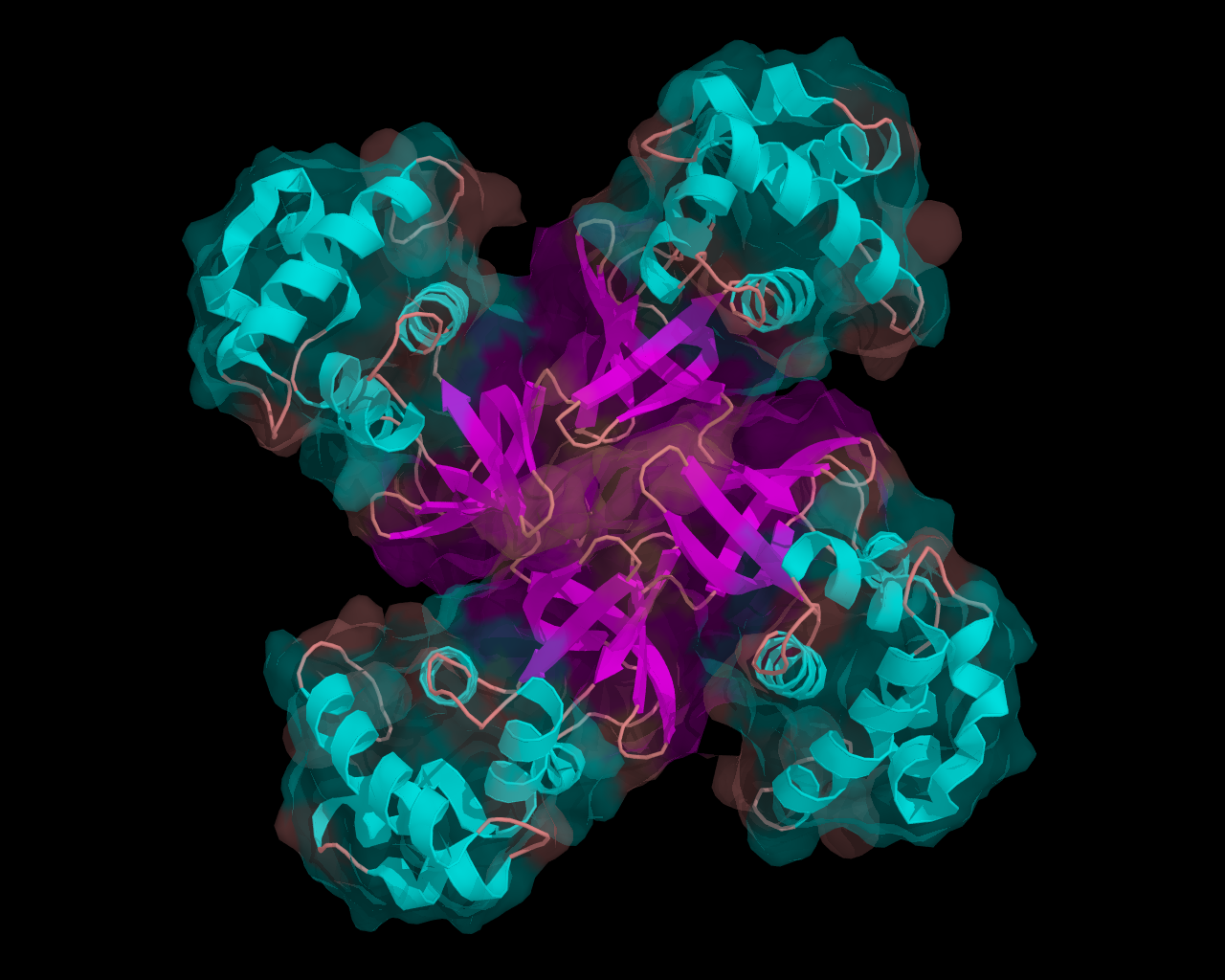
بنية إنزيم الهيليكيز في بكتيريا الإشريكيا القولونية

هيليكيز أو هيليكاز أو هليكيز (بالإنجليزية: Helicaseٍْ)‏ يعتبر أحد أهم أنواع الإنزيمات التي لها دور هام وحيوي في عمليات تحليل الأحماض النووية الريبوزية مثل الحمض النووي دي إن أي و الحمض النووي أر إن أي. تم اكتشاف 14 نوع من هذا الإنزيم في بكتيريا الإشريكيا القولونية E.Coli و24 نوع في الإنسان.

## التركيب الكيميائي
تتشارك معظم أنواع الإنزيم بتسلسل معين من الأحماض الأمينية الذي له علاقة بالوظائف الحيوية مما يجعلها تتشابه في الخصائص والوظائف مثل الارتباط مع أدينوسين ثلاثي الفوسفات (ثلاثي فوسفات الأدينوسين). أما باقي الأجزاء التركيبية المختلفة يعتقد أنها تعطي الإنزيم خاصية معينة حسب نوعه.

## الوظائف
تقوم إنزيمات الهيليكيز بعدة وظائف ومن أهمها تناسخ الدنا وتصليحه ونسخ الرنا، أو بمعنى آخر أي عملية حيوية تتضمن فصل سلسلتي الأحماض الأمينية. يتم فصل سلسلة الأحماض الأمينية في أي اتجاه (من النهاية 5 إالى النهاية 3 أو العكس) وذلك بحسب نوع الإنزيم المستخدم في العملية. يستمد الإنزيم الطاقة للقيام بوظيفته من تحلل جزيئات (ثلاثي فوسفات الأدينوسين).

## اقرأ أيضاً
- تضخيم قائم على الهيليكاز